# Creston (Washington)
Creston é uma cidade  localizada no estado norte-americano de Washington, no Condado de Lincoln.

## Demografia
Segundo o censo norte-americano de 2000, a sua população era de 232 habitantes.
Em 2006, foi estimada uma população de 229, um decréscimo de 3 (-1.3%).

## Geografia
De acordo com o United States Census Bureau tem uma área de
1,1 km², dos quais 1,1 km² cobertos por terra e 0,0 km² cobertos por água.

## Localidades na vizinhança
Creston é uma cidade pequena, que não tem muitas opções de compra ou gastronomia. A cidade mais próxima e com mais opções para sair é Spokane, localizada um pouco mais de uma hora de carro.
O diagrama seguinte representa as localidades num raio de 40 km ao redor de Creston.